# McDonaldisation

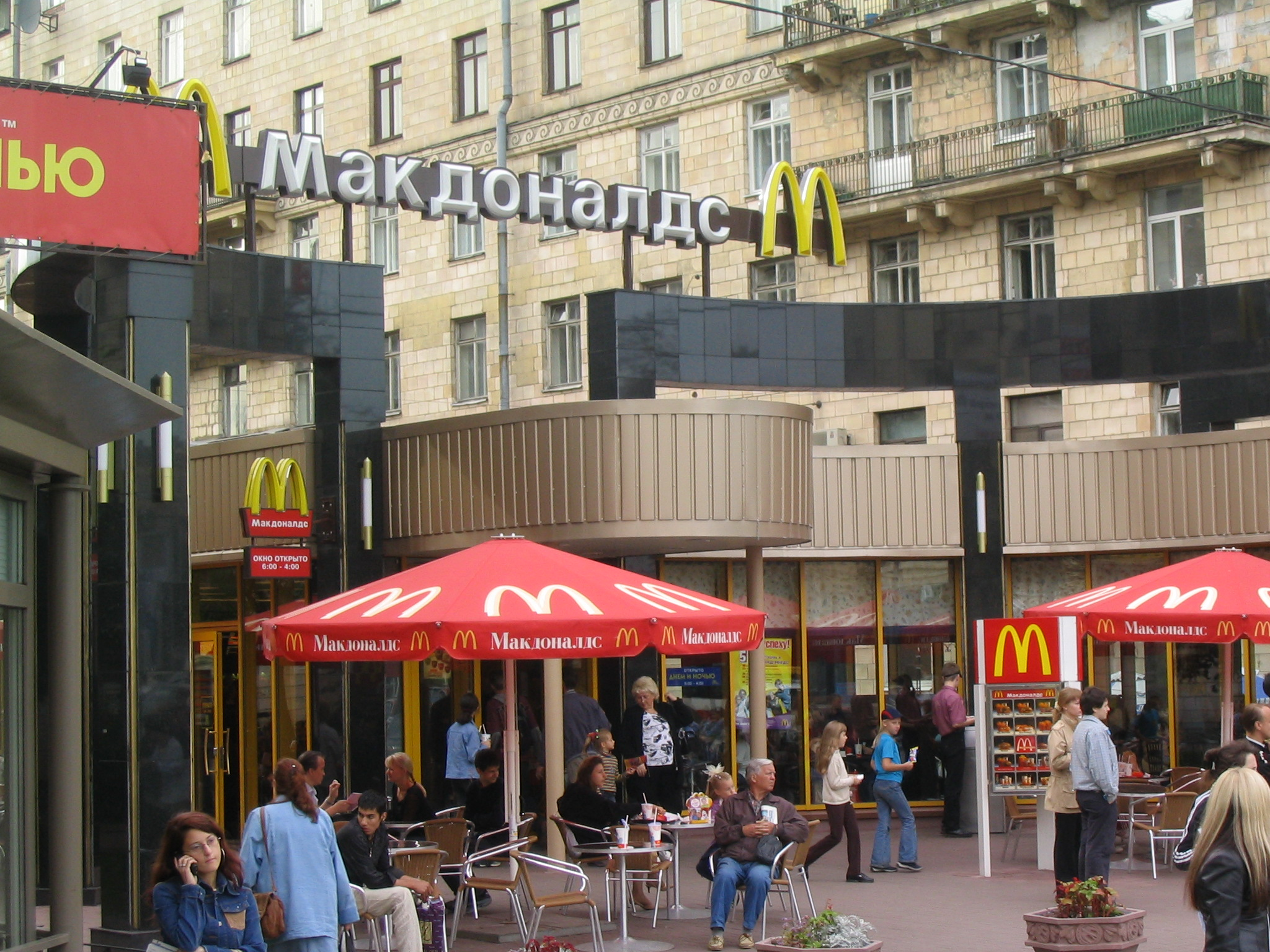
Restaurant McDonalds, marque phare de restauration rapide qui a inspiré la McDonaldisation à Max Weber.

« McDonaldisation » est un terme employé par le sociologue américain George Ritzer dans son livre The McDonaldization of Society (1991) pour désigner la prise des caractéristiques de la restauration rapide par la société. En effet, on observe un glissement de schéma traditionnel vers des approches rationalisée de la pensée et de la gouvernance. Là où Max Weber avait fait référence au modèle de bureaucratie pour représenter l'orientation de cette société en mutation, Ritzer voit la restauration rapide comme devenue le paradigme emblématique de notre modernité[style à revoir].
Alternativement, la « McDonaldisation » peut se rapporter au remplacement des restaurants traditionnels par des établissements de restauration rapide bas de gamme comme McDonald's.

## Composants et processus
Ritzer détermine cinq composants principaux de la « McDonaldisation » :
1. Efficacité : trouver la méthode optimale pour accomplir une tâche (organisation scientifique du travail) ;
2. Quantification : l'objectif doit être quantifiable (par exemple en matière de chiffre d'affaires) plutôt que subjectif ;
3. Prévisibilité : des services normalisés, le client recevra le même service où qu’il se rende ;
4. Contrôle : des employés « normalisés », et remplacement des employés par des technologies non humaines ;
5. Culture : dans le processus de standardisation, une hybridation culturelle se produit. Quand McDonald's s'installe dans un nouveau pays, les habitudes des consommateurs ont tendance à se standardiser et à s'américaniser, de l'alimentation jusqu'aux autres aspects des cultures locales.

Avec ces cinq processus, une stratégie apparemment raisonnable selon un point de vue peut mener à des résultats nocifs ou irrationnels. Ainsi, le processus de McDonaldisation peut être récapitulé comme suit : « Les principes du restaurant rapide parviennent à dominer de plus en plus de secteurs de la société américaine aussi bien que du reste du monde. »
Dans des publications suivantes, Ritzer a conceptualisé un processus culturel qu'il a nommé « De-McDonaldization » comme réaction à la McDonaldisation.

## Postérité du terme
Le mot « McDonaldisation », « effet McDo » ou « effet McDonald's » est souvent utilisé dans la presse et plus particulièrement dans la presse économique en expliquant le fait, son expansion, la contestation qu'elle entraîne et ses limites,.